# Riu de Rialb
Ne pas confondre avec le Rialb, cours d'eau espagnol au nord-ouest de la Catalogne, sous-affluent de l'Èbre par la Sègre
Le riu de Rialb, également appelé El Rialb, est un cours d'eau dans la paroisse d'Ordino en Andorre, long de 6,049 km appartenant au bassin hydrographique de la Valira del Nord. 

## Toponymie
Riu désigne en catalan un « cours d'eau » et provient du latin rivus de même signification,.
Le toponyme Rialb est d'origine latine, dérivant de rivus albus (« rivière blanche »),,.

## Géographie
L'ascension de sa vallée permet de franchir la frontière entre l'Andorre et la France par le port de Siguer à 2 395 mètres ou de gravir le pic de Font Blanca qui culmine ce secteur de la chaîne pyrénéenne à 2 903 mètres.

## Hydrographie
Long de 6,049 km, le riu de Rialb coule vers le sud depuis sa source sur le versant sud-est du pic de Font Blanca à environ 500 m de la frontière avec la France et reçoit le riu de Sorteny par sa rive gauche au pont dels Barrons au nord-est de la station d'El Serrat.

### Affluents

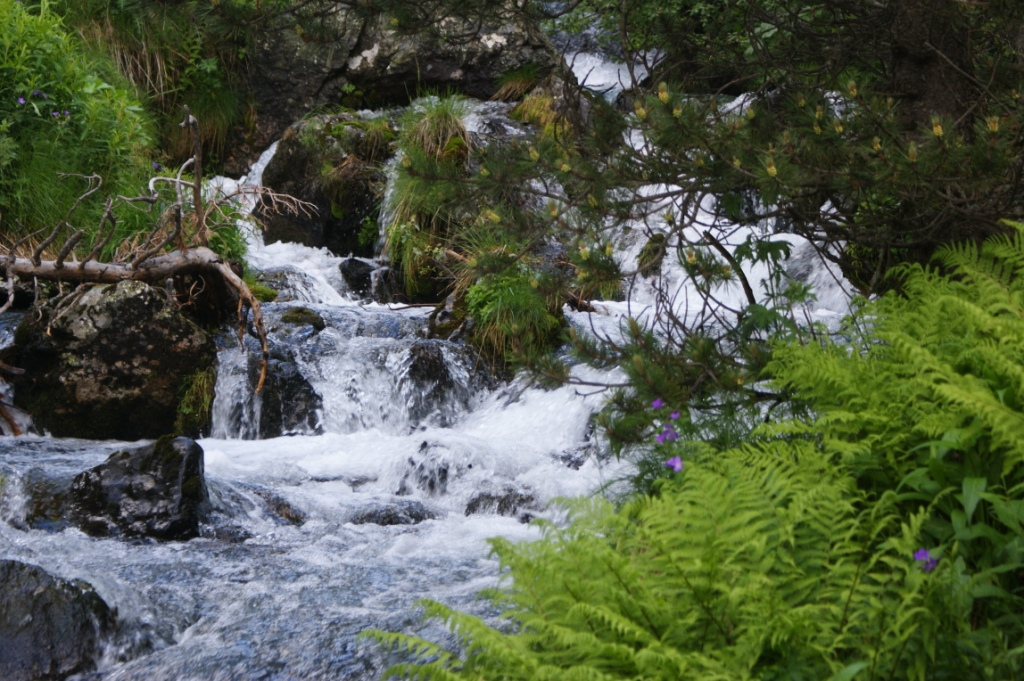
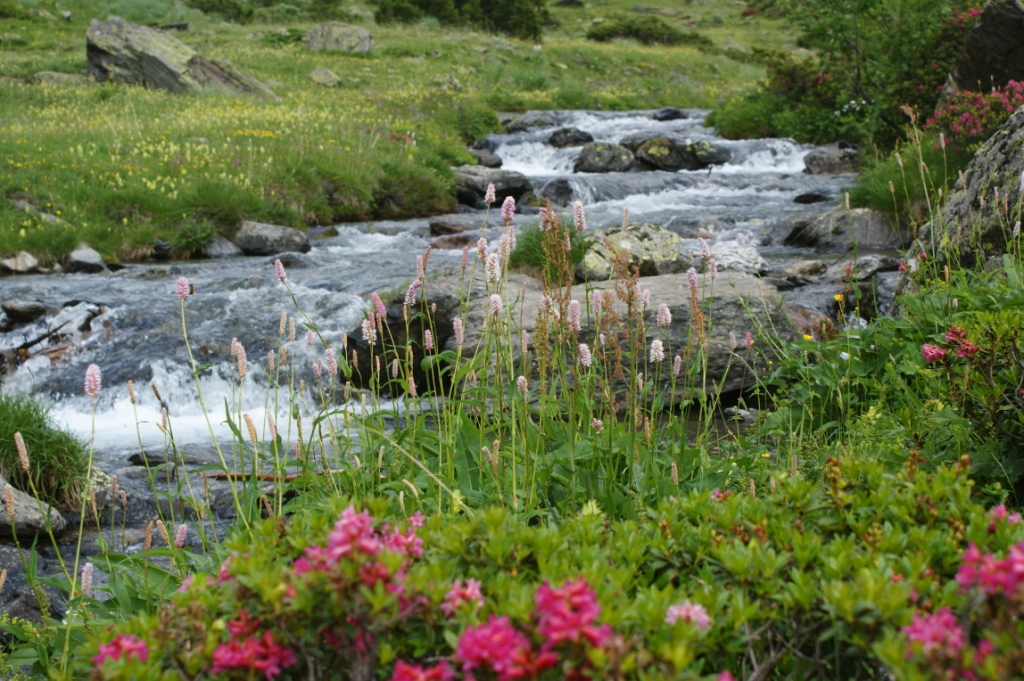
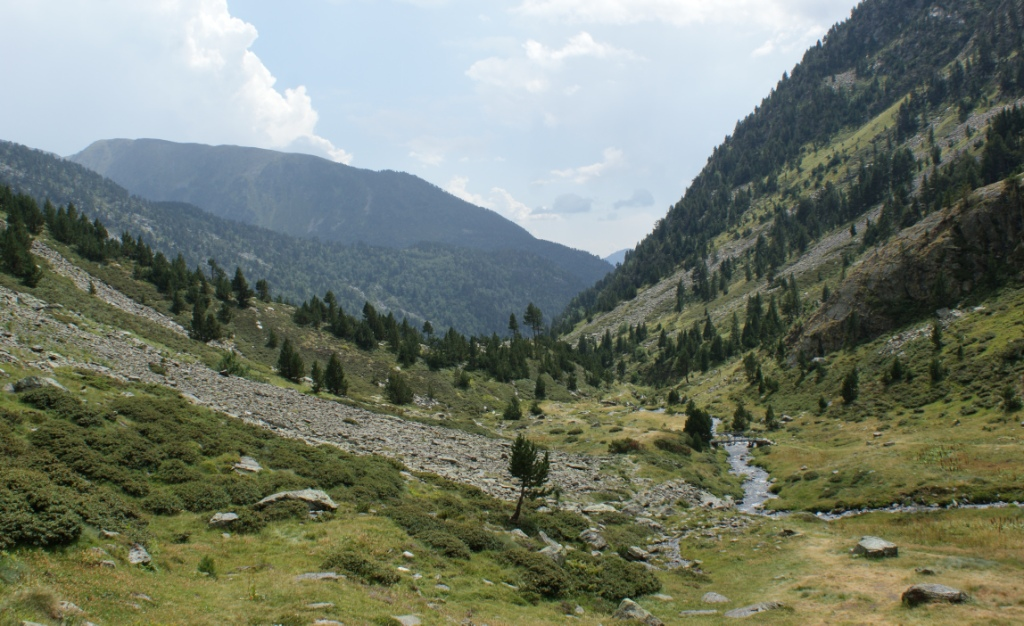

- Torrent del Forn : 1,614 km
- Riu de Sorteny : 2,534 km

| Carte des bassins hydrographiques de l'Andorre · Riu de Rialb         |
| Le riu de Rialb sur la carte des bassins hydrographiques de l'Andorre |
| Carte des bassins hydrographiques de l'Andorre · Riu de Rialb         |